# Gianni Rivera
Gianni Rivera, född 18 augusti 1943 i Alessandria, Italien, är en italiensk före detta professionell fotbollsspelare som blev vald till Årets spelare i Europa 1969.

## Karriär
Rivera kallades italiensk fotbolls Golden Boy. Han var en offensiv mittfältare eller släpande anfallare – en typisk "nummer 10". Han inledde karriären i Alessandria Calcio och gjorde debut i Serie A som 15-åring den 2 juni 1959. Efter att ha gjort sex mål på 26 matcher värvades han ett år senare av AC Milan och blev då Italiens dyraste fotbollsspelare. 1962 blev han italiensk mästare för första gången, och samma år gjorde han landslagsdebut som 18-åring i en landskamp mellan Italien och Belgien. Rivera fick åka med till VM i Chile, och fick då spela första matchen mot Västtyskland.
Tack vare segern i italienska ligan, fick Rivera och hans Milan spela i Europacupen säsongen 1962/63. Milan, med en Rivera i storform, gick till final, där man besegrade Benfica med 2–1. 1963 kom Rivera tvåa efter Sovjets Lev Jasjin i omröstningen om Årets spelare i Europa.
Rivera var med i VM i England 1966, men Italien blev utslaget redan i gruppspelet efter en sensationell förlust mot Nordkorea. Två år senare skulle det dock gå bättre. 1968 vann Rivera både italienska ligan och Cupvinnarcupen med Milan. Han var med om att bli Europamästare 1968, även om han inte fick spela i finalen. Han hade dock varit med i semifinalen mot Sovjet, som Italien vann efter slantsingling, efter en mållös match.
Som lagkapten förde Rivera sitt Milan till ännu en seger i Europacupen 1969, då han bland annat hade Kurt Hamrin som lagkamrat. I första omgången gjorde Rivera två mål mot Malmö FF.
I VM i Mexiko 1970 började Rivera matcherna på bänken, för att bli inbytt i andra halvlek. Detta beroende på att han och Alessandro Mazzola inte ansågs kunna spela tillsammans. Rivera gjorde dock segermålet i semifinalen mot Västtyskland. I finalen mot Brasilien, som slutade med en 1–4-förlust, fick han komma in först i den 84:e minuten. Rivera avslutade landslagskarriären i samband med VM i Västtyskland 1974, där Italien åkte ut redan i gruppspelet. Totalt gjorde han 14 mål på 60 landskamper.
Med Milan blev Rivera italiensk cupvinnare både 1972 och 1973. Han var även med att spela två raka finaler i Cupvinnarcupen, 1973 och 1974, varav man vann den första mot Leeds United. Riveras sista säsong i Milan var 1978/79, då klubben tog sitt tionde italienska mästerskap. Under 19 säsonger i Milan spelade Rivera 893 matcher och gjorde 288 mål (501 matcher/122 mål i Serie A).
Efter fotbollskarriären har Gianni Rivera ägnat sig åt politik.